# Liste der Bürgermeister von Leiderdorp
Dies ist die Liste der Bürgermeister von Leiderdorp in der niederländischen Provinz Südholland.
| Bürgermeister | Bürgermeister                          | Partei | Partei    | Amtszeit  | Anmerkungen   |
| ------------- | -------------------------------------- | ------ | --------- | --------- | ------------- |
|               | Pieter Glaudius Hubrecht               |        |           | 1829–1867 |               |
|               | G. van Geer                            |        |           | 1867–1888 |               |
|               | Adriaan Dirk van Assendelft de Coningh |        |           | 1888–1902 |               |
|               | Gerrit van der Valk Bouman             |        |           | 1902–1928 |               |
|               | K. Brug                                |        | ARP       | 1928–1945 |               |
|               | M. P. Splinter                         |        |           | 1945–1946 |               |
|               | Koert van Diepeningen                  |        | CHU       | 1946–1962 |               |
|               | Robert Gallas                          |        | CHU       | 1962–1968 |               |
|               | Marinus van der Have                   |        | CHU / CDA | 1969–1985 |               |
|               | André Bruggeman                        |        | CDA       | 1985–1993 |               |
|               | Jan de Bruin                           |        | CDA       | 1993      | kommissarisch |
|               | Michiel Zonnevylle                     |        | VVD       | 1993–2011 |               |
|               | Laila Driessen-Jansen                  |        | VVD       | 2012–2023 |               |
|               | Tjarda Struik                          |        | VVD       | seit 2023 | [ 1 ]         |